# EuroVelo 10
L’EuroVelo 10 (EV 10), detta anche «il circuito dell'Ansa», è una pista ciclabile parte della rete del programma europeo EuroVelo. Lunga 7.930 chilometri, unisce i paesi che si affacciano sul Mar Baltico.